# St Ishmael
Pour le village du Pembrokeshire, voir St Ishmaels.
St Ishmael (en anglais) ou Llanismel (en gallois) est un village et une communauté du Carmarthenshire, au pays de Galles.
Outre St Ishmael même, la communauté comprend les villages de Ferryside et Llansaint. Au recensement de 2011, elle comptait 1 370 habitants.